# ふ〜ど
ふ〜ど（1985年〈昭和60年〉11月7日 - ）は、日本のプロゲーマー。ジャパン・eスポーツ・プロライセンス保持者。
REJECT所属。本名は阿井 慶太（あい けいた）。妻はグラビアアイドルの倉持由香。

## 人物
アマチュア時代に『バーチャファイター5』の大会で優勝したことがきっかけでRazerにスカウトされ、2011年より契約してプロ入りする。同社のアーケードスティックの開発にも参加している。
フランスで開催されたワールドゲームカップ2010『ストリートファイターIV』部門で梅原大吾（ウメハラ）に勝利したこともあるが、当時は殆ど注目されていなかった。
YouTubeの電撃オンラインチャンネルでは「ふ～ど＆ゴローのゲーム人間学園」としてゲームをプレイする様子を配信している。
2019年11月5日、約10年間の交際期間を経て、グラビアアイドルの倉持由香と結婚。知り合ったきっかけは『ストリートファイターIV』だったという。
2021年6月1日、第1子となる男児が誕生した。

## 実績
- 2005年 闘劇'05『バーチャファイター4 ファイナルチューンド』初優勝[4]
- 2008年 闘劇'08『バーチャファイター5』優勝
- 2009年 WCG 2009『バーチャファイター5 ライブアリーナ』優勝
- 2011年 EVO2011『スーパーストリートファイターIV アーケードエディション』優勝
- 2015年 『ガンスリンガー ストラトス2』公式大会優勝
- 2018年 E-Sports Festival Hong Kong 2018『ストリートファイターV アーケードエディション』優勝
- 2025年　『TOPANGA CHAMPION SHIP 6』 優勝
- 2025年　(CPT指定大会) 『BLINK RESPAWN 2025』 優勝